# 周驄
周驄（英語：Chow Chung；1932年9月16日—2025年7月4日），原名冼錦榮，香港男演員，前無綫電視合約藝員。他生前是華南電影工作者聯合會（影聯會）會員，從第33屆開始連續三屆擔任理事長，至2005年離任。周驄於1955年獲製片人黃慶華發掘入行，首部電影《碎琴樓》即擔任男主角，1960年代成為光藝製片公司力捧小生，演出《苦命女兒》、《龍鳳劍》等逾百部粵語片。1970年代粵語片式微後，他曾轉任戲院經理及免稅店售貨員，後於1998年加入無綫電視，以飾演慈祥長者角色聞名，有「TVB御用爺爺」之稱。其於無綫電視劇《創世紀》飾演的「葉孝勤」一角、飾演的《溏心風暴之家好月圓》飾演的「鍾泛達」一角，以及電影《新紮師妹》中飾演「區耀山」一角及「請問個Sir字係點寫㗎」對白成為經典。2016年獲頒「萬千光輝演藝人大獎」，2020年退休後鮮少公開露面，2025年7月4日因肺炎逝世，享耆壽92歲。

## 生平
周驄在1932年生於香港，周驄的一名胞兄弟冼錦賢是前長城製片公司的製片部副主任。周原名冼錦榮，其藝名「周驄」取自曹禺劇作《雷雨》中的角色「周沖」。由於自覺屬馬字部首的同音「驄」字特別，於是創作了「周驄」一名，沿用至今。他入行前在中環的餐廳當侍應，後來在餐廳客人鼓勵下，嘗試從演。1955年，製片人黃慶華來到周任職的百貨公司購買衣服。黃打量了周的外型之後，認為他適合在幕前發展和介紹他前往「自由影業」報考演員。結果周加入影壇初年一度因不適應而打算向公司提出解約要求。未幾獲「南國影業」前負責人黃慶華介紹加入新聯影業公司。由於增加了與前輩合作的機會，使他提升信心，周驄一直從演至1980年代暫時退出演藝圈。周驄甫出道已在其首部演出的電影《碎琴樓》中飾演男主角。他曾經是「光藝製片公司」力捧的小生，演出了大量電影。其後在1969年與友人合組「現代影業」公司，以《意亂情真》一片作為開山作。
直至1982年，他眼見電影事業發展衰落，便轉行到觀塘銀都戲院擔任經理。又曾在免稅店工作。此前在1978年應邀加盟無綫電視，參演過數部電視劇集。本來已沒有再在幕前露面的他於1998年再次獲得邀請加入無綫電視，以演出電視劇為主。2001年他於《美味情緣》飾演的富有人情味既百里鮮老員工「余一品」及後在2008年，他於《溏心風暴之家好月圓》飾演的「二十四孝」的公公「鍾泛達」，令他入圍同年萬千星輝頒獎典禮「最佳男配角」最後五強。2016年12月18日，周驄於萬千星輝頒獎典禮2016上榮獲萬千光輝演藝人大獎，以表揚他在香港影視娛樂事業上所作出之卓越貢獻，並由影壇好友胡楓及曾江頒獎。為了照顧患病妻子，他於2018年往後減少演出。
2020年3月離開無綫電視並退休。2025年7月4日，周驄因肺炎離世，享耆壽92歲。無綫電視在同日下午大約12點35分，透過社交媒體東張+發佈消息。

## 左翼及親建制背景
周驄於1950年代初踏入影壇後，便加入有親共左翼陣營「長鳳新」中的新聯影業公司。
1982年，周驄轉至由長城電影、鳳凰影業、新聯影業及中原電影合併而成、中共政府旗下的國有企業銀都機構之旗下戲院銀都戲院擔任經理。
周驄與建制派人士不時合照，如在2015年於中國電影展開幕禮上與前人大常委、基本法委員會副主任、律政司司長及行會成員梁愛詩合照；2018年則與時任工聯會會長吳秋北合照。

### 影聯會與工聯會
周驄亦加入了1949年成立的華南電影工作者聯合會（影聯會）。他在該會成立後不久加入，並成為長期會員。影聯會由來自上海的廣東影人及華南影人組成，部分成員被視為親共左派的外圍人物。周驄在影聯會歷任康樂部主任、福利部主任、司庫等職，並連續三屆擔任理事長，直至2005年離任。2016年底，影聯會第40屆會長夏夢去世後，周驄被理事會補選為會長，繼續領導該組織至2021年。

1960年代，周驄曾以影聯會成員身份，積極參與香港工聯會當時為籌辦工人俱樂部而舉辦的籌款活動，並動員演藝界人士參與義演，為俱樂部的「一磚一瓦」建設，並於俱樂部入伙當日到場致賀。及後，而工聯會立法會議員陸頌雄亦曾於2018年在Facebook上公開感謝周驄對工人俱樂部籌創時之貢獻，稱其動員演藝界義演並見證俱樂部成長。
2003年，周驄參與由工聯會與影聯會合作製作、為紀念工聯會成立55周年的大型舞台劇《歲月的風采》。他參與劇本創作外，更在劇中飾演的「張醫生」，是一名協助工聯會創辦工人醫療所、免費為貧困病人看病的歷史人物角色。周驄表示該劇乃聚焦「人與人之間的感情」。而該劇致在美化工聯會的工人運動歷史（如1967年「五月風暴」及基達髮廠事件），並得到政府司局長、中國駐港事務官員及廣東省官員的支持。
2014年，周驄以「工聯會之友」身份出席工人俱樂部50周年慶祝酒會，與勞工及福利局局長張建宗、教育局局長吳克儉等政府官員同場，並與工聯會副會長兼立法會議員黃國健合照。

## 家庭生活
周驄於1958年結婚，婚後與妻子陳綺華育有三女一子，妻子於2018年因病逝世。其中兒子冼立新曾在1986年參加亞視《電視先生選舉》。此外，周曾居住在觀塘月華街的舊樓。

## 演出作品

### 電影
| 首播   | 片名             | 角色          |
| 1955年 | 碎琴樓           | 宋連璧        |
| 1956年 | 新婚夫婦         | 林孟秋        |
| 1956年 | 夜夜念奴嬌       | 曾孟龍        |
| 1957年 | 對錯親家         | 周小姐心上人  |
| 1957年 | 小婦人           | 郝志強        |
| 1957年 | 烈女春香         | 李夢龍        |
| 1958年 | 丈夫變了心       | 阿沖          |
| 1958年 | 女人的陷阱       | 張謙誠        |
| 1959年 | 豪門夜宴         | 阿聰          |
| 1959年 | 浪子嬌妻         | 發哥          |
| 1959年 | 十號風波         | 阿遠          |
| 1959年 | 騙婚             | 何天理        |
| 1960年 | 琴挑誤(上集)     |               |
| 1960年 | 湖畔香魂         | 周立德        |
| 1960年 | 苦命女兒         | 阿基          |
| 1960年 | 琴挑誤(下集)     |               |
| 1961年 | 鴛鴦刀(上集)     | 書生袁冠南    |
| 1961年 | 龍鳳劍(下集)     | 周飄          |
| 1961年 | 鴛鴦刀(下集)     | 袁冠南        |
| 1961年 | 龍鳳劍(上集)     | 周飄          |
| 1962年 | 999怪屍案        | 鍾建華        |
| 1962年 | 嫂夫人           | 趙維新        |
| 1962年 | 湖山盟           | 王學武        |
| 1962年 | 蘇小小           | 阮郁          |
| 1962年 | 瓊樓魔影         | 陳律華        |
| 1962年 | 難得有情郎       | 劉宗漢        |
| 1963年 | 薄命紅顏         | 李國英        |
| 1963年 | 女偵探           | 陳探長        |
| 1963年 | 招郎入舍         | 余子奇        |
| 1963年 | 痴情兒女         | 陳逸燊        |
| 1963年 | 恩怨情天         | 楊志深        |
| 1963年 | 萬劫鴛鴦         | 文志偉        |
| 1963年 | 春到人間         | 李成仁        |
| 1963年 | 昨夜夢魂中       | 張少昂        |
| 1963年 | 幸福新娘         | 黃強文        |
| 1964年 | 七煞掌           | 蘇旭東        |
| 1964年 | 恨海情花         | 袁聲亮        |
| 1964年 | 一夜恩情         | 江兆華        |
| 1965年 | 閰王令           |               |
| 1965年 | 真假情人         | 陶伯良        |
| 1965年 | 八個兇手         | 張志廉        |
| 1965年 | 刀劍雙蘭         | 金兆雄        |
| 1965年 | 結婚的秘密       | 謝誠安        |
| 1966年 | 冷月離魂         | 周文俊        |
| 1966年 | 女殺手           | 宋家駒        |
| 1966年 | 鐵膽             | 傑            |
| 1966年 | 神探智破艷屍案   |               |
| 1966年 | 夜半的鬼影       | 陳幫辦 (客串) |
| 1966年 | 女殺手虎穴救孤兒 | 謝梓明        |
| 1966年 | 玉女追兇         | 馬天龍        |
| 1966年 | 都市的陷阱       | 楊子英        |
| 1966年 | 斷腸玫瑰         | 王樹鴻        |
| 1966年 | 殘花淚           | 曾文健        |
| 1967年 | 神探智破美人計   | 周振華        |
| 1967年 | 住家男人         | 朱祥勳        |
| 1967年 | 紅衣少女         | 方良          |
| 1967年 | 青春兒女         | 石文達        |
| 1967年 | 快樂年華         | 鍾秉軒        |
| 1968年 | 歡樂滿華堂       | 李華磊        |
| 1968年 | 七彩難兄難弟     | 陳波          |
| 1968年 | 青春戀歌         | 馬志華        |
| 1968年 | 抗敵風雲         | 陳祥          |
| 1969年 | 追求妙遇         | 何畏          |
| 1969年 | 神偷俠侶         | 神偷金三      |
| 1969年 | 歡樂歌聲滿華堂   | 周時樂        |
| 1970年 | 意亂情真         | 陳寶明        |
| 1971年 | 俠骨丹心         | 厲南星        |
| 1972年 | 群芳譜           |               |
| 1972年 | 半生牛馬         | 打壞輝        |
| 1976年 | 至愛親朋         |               |
| 1978年 | 大搶特腸         | 梅度龍        |
| 1978年 | 辣手情人         |               |
| 1980年 | 泰山屠龍         |               |
| 1992年 | 籠民             | 周議員        |
| 1998年 | 想見妳           | 何伯          |
| 2000年 | 裳在我心間       |               |
| 2002年 | 新紮師妹         | 區耀山        |
| 2003年 | 新紮師妹2        | 區耀山        |
| 2004年 | 甜絲絲           | 太子爺        |
| 2004年 | 絕世好賓         | 方國立        |
| 2006年 | 新紮師妹3        | 區耀山        |
| 2008年 | 奪帥             | 公伯          |
| 2021年 | 感動她77次       | 老人          |
| 2021年 | 殺出個黃昏       | 厭世富豪      |

### 電視劇（無綫電視）
| 首播   | 劇名               | 角色                        |
| 1974年 | 芳芳眼中的銀幕前後 | 有聲片演員                  |
| 1978年 | 奮鬥               | 沈浩雲                      |
| 1979年 | 三跟四傍           | 尚也文                      |
| 1980年 | 京華春夢           | 柴二                        |
| 1980年 | 千王之王           | 霍萬亭                      |
| 1980年 | 亂世兒女           | 潘广祥                      |
| 1998年 | 難兄難弟之神探李奇 | 邵 聰                       |
| 1999年 | 吾系差人           | 張學庭                      |
| 1999年 | 千里姻緣兜錯圈     | 賀兆堂                      |
| 1999年 | 創世紀             | 葉孝勤（孝叔）              |
| 2000年 | 創世紀II天地有情   | 葉孝勤（孝叔）              |
| 2000年 | 雷霆第一關         | 呂伯雄                      |
| 2001年 | 錦繡良緣           | 長孫少龍                    |
| 2001年 | 倚天屠龍記         | 張三丰                      |
| 2001年 | 美味情緣           | 一品                        |
| 2001年 | 尋秦記             | 農 夫（第2集）              |
| 2001年 | 異靈靈異之死亡通牒 | 父 親                       |
| 2002年 | 情事緝私檔案       | 谷永年                      |
| 2002年 | 彩色世界           | 張耀東（張家發之父）        |
| 2003年 | 撲水冤家           | 常 滿                       |
| 2003年 | 西關大少           | 周 茂（周明軒及周明鳳之父） |
| 2003年 | 花樣中年           | 羅德信                      |
| 2004年 | 追魂交易           | 饶 汉                       |
| 2005年 | 識法代言人         | 阮國柱                      |
| 2006年 | 賭場風雲           | 卓一夫                      |
| 2006年 | 婚姻乏術           | 程 琛                       |
| 2007年 | 溏心風暴           | 常 峰                       |
| 2007年 | 爸爸閉翳           | 呂伯棠                      |
| 2007年 | 兩妻時代           |                             |
| 2008年 | 溏心風暴之家好月圓 | 鍾泛達                      |
| 2008年 | Click入黃金屋      | 唐 伯                       |
| 2009年 | 烈火雄心3          | 沈 逸（Sunday哥）           |
| 2009年 | 絕代商驕           | 唐伯德                      |
| 2009年 | 畢打自己人         | 閆 營                       |
| 2010年 | 秋香怒點唐伯虎     | 一品生                      |
| 2010年 | 掌上明珠           | 何 榮                       |
| 2010年 | 囧探查過界         | 紀可以                      |
| 2011年 | 點解阿Sir係阿Sir   | 羅振邦（羅伯）              |
| 2011年 | 團圓               | 萬永昌                      |
| 2011年 | 法證先鋒III        | 鍾博史                      |
| 2012年 | 當旺爸爸           | 林亞女                      |
| 2012年 | 拳王               | 畢求仁                      |
| 2012年 | 愛·回家 (第一輯)   | 陳 聰                       |
| 2012年 | 幸福摩天輪         | 樊永信                      |
| 2013年 | 心路GPS            | 梁 東                       |
| 2013年 | 女警愛作戰         | 通 伯                       |
| 2013年 | 情越海岸線         | 關心仁                      |
| 2013年 | 巨輪               | 英 爺                       |
| 2014年 | 愛我請留言         | 盧 笙（Jack）               |
| 2014年 | 我們的天空         | 朱 伯                       |
| 2014年 | 八卦神探           | 魯 聰                       |
| 2015年 | 師奶MADAM          | 高木和輝                    |
| 2015年 | 樓奴               | 勞萬步                      |
| 2015年 | 陪著你走           | 莊 正                       |
| 2016年 | 純熟意外           | 張克萊（Brian）             |
| 2016年 | 一屋老友記         | 周 驄                       |
| 2016年 | 致命復活           | 冠 叔                       |
| 2017年 | 溏心風暴3          | 余學德                      |
| 2018年 | 平安谷之詭谷傳說   | 老 周                       |
| 2018年 | 波士早晨           | 許善德                      |
| 2021年 | 逆天奇案           | 黎 伯                       |